# Sherlock Holmes - Il mistero della città ghiacciata
Sherlock Holmes: The Mystery of the Frozen City è un Videogioco d'avventura sviluppato dalla Frogwares e distribuito dalla Halifax per Nintendo 3DS il 19 ottobre 2012. Il videogioco permette al giocatore di controllare il personaggio di Sherlock Holmes, celebre detective inventato da Arthur Conan Doyle.